# Stasys Brundza
Stasys Brundza (* 22. února 1947, Kaunas, Litevská SSR) je litevský automobilový závodník a podnikatel.

## Život
Jeho otec Kazys Brundza se zabýval botanikou a mikrobiologií, sestra Konstancija Brundzaitė byla litevská malířka a skladatelka.
Roku 1976 ukončil studia na Stavebním inženýrském institutu ve Vilniusu. V letech 1968-1975 působil jako zkušební technik v automobilce v ruském Iževsku. Po návratu do Litvy pracoval v letech 1976-1988 jako asistent konstruktéra ve vilniuské opravně automobilů, poté přešel do vilniuského automobilové závodu Eva Auto a do roku 2001 zde zastával funkci generálního ředitele.

## Úspěchy ve sportu
- desetinásobný vítěz Sovětské rallye (v letech 1971, 1974-1976, 1978-1983)
- absolutní vítěz Evropské tour za rok 1974
- 6. místo na Akropolis rallye 1976
- vítěz ve své třídě Finské rallye v letech 1973, 1980, 1981, 1982
- vítěz dalších mezinárodních závodů rallye